# Гімнастика на літніх Олімпійських іграх 2008
У програмі змагань з гімнастики на літніх Олімпійських іграх 2008 були три дисципліни: спортивна гімнастика, художня гімнастика й стрибки на батуті.

## Медалі

### Загальний медальний залік
| Місце  | Країна          | Золото | Срібло | Бронза | Загалом |
| ------ | --------------- | ------ | ------ | ------ | ------- |
| 1      | КНР             | 11     | 2      | 5      | 18      |
| 2      | США             | 2      | 6      | 2      | 10      |
| 3      | Росія           | 2      | 0      | 2      | 4       |
| 4      | Румунія         | 1      | 0      | 1      | 2       |
| 5      | Північна Корея  | 1      | 0      | 0      | 1       |
| 5      | Польща          | 1      | 0      | 0      | 1       |
| 7      | Канада          | 0      | 2      | 0      | 2       |
| 7      | Японія          | 0      | 2      | 0      | 2       |
| 9      | Білорусь        | 0      | 1      | 1      | 2       |
| 9      | Франція         | 0      | 1      | 1      | 2       |
| 9      | Німеччина       | 0      | 1      | 1      | 2       |
| 12     | Хорватія        | 0      | 1      | 0      | 1       |
| 12     | Південна Корея  | 0      | 1      | 0      | 1       |
| 12     | Іспанія         | 0      | 1      | 0      | 1       |
| 15     | Україна         | 0      | 0      | 2      | 2       |
| 15     | Узбекистан      | 0      | 0      | 2      | 2       |
| 17     | Велика Британія | 0      | 0      | 1      | 1       |
| Всього | Всього          | 18     | 18     | 18     | 54      |

### Спортивна гімнастика

#### Чоловіки
| Дисципліна                   | Золото                                                           | Срібло                                                                                              | Бронза                                                                                     |
| ---------------------------- | ---------------------------------------------------------------- | --------------------------------------------------------------------------------------------------- | ------------------------------------------------------------------------------------------ |
| Командні змагання детальніше | Китай (CHN) Чень Ібін Хуан Сю Лі Сяопен Сяо Цінь Ян Вей Цзоу Кай | Японія (JPN) Касіма Такехіро Накасе Такуя Окіґуті Макото Сакамото Кокі Томіта Хіроюкі Утімура Кохей | США (USA) Саша Артем'єв Радж Бхавсар Джої Геґерті Джонатан Гортон Джастін Спрінґ Кевін Тен |
| Абсолютний залік детальніше  | Ян Вей · Китай (CHN )                                            | Утімура Кохей · Японія (JPN )                                                                       | Бенуа Караноб · Франція (FRA )                                                             |
| Вільні вправи детальніше     | Цзоу Кай · Китай (CHN)                                           | Хервасіо Деферр · Іспанія (ESP )                                                                    | Антон Голоцуцков · Росія (RUS)                                                             |
| Кінь детальніше              | Сяо Цінь · Китай (CHN )                                          | Філіп Уде · Хорватія (CRO )                                                                         | Луїс Сміт · Велика Британія (GBR )                                                         |
| Кільця детальніше            | Чень Ібін · Китай (CHN )                                         | Ян Вей · Китай (CHN )                                                                               | Олександр Воробйов · Україна (UKR )                                                        |
| Опорний стрибок детальніше   | Лешек Блянік · Польща (POL )                                     | Тома Буель · Франція (FRA )                                                                         | Антон Голоцуцков · Росія (RUS )                                                            |
| Бруси детальніше             | Лі Сяопен · Китай (CHN )                                         | Ю Вончхоль · Південна Корея (KOR )                                                                  | Антон Фокін · Узбекистан (UZB )                                                            |
| Перекладина детальніше       | Цзоу Кай · Китай (CHN )                                          | Джонатан Гортон · США (USA )                                                                        | Фабіан Гамбюхен · Німеччина (GER )                                                         |

#### Жінки
| Дисципліна                   | Золото                                                                      | Срібло                                                                                      | Бронза                                                                                                   |
| ---------------------------- | --------------------------------------------------------------------------- | ------------------------------------------------------------------------------------------- | --- |
| Командні змагання детальніше | Китай (CHN) Чен Фей Ден Ліньлінь Хе Кесінь Цзян Юйюань Лі Шаньшань Ян Ілінь | США (USA) Шон Джонсон Настя Люкін Челлсі Меммел Саманта Пешек Алісія Сакрамон Бріджет Слоун | Румунія (ROU) Андрея Акатріней Габріела Драгой Андрея Грігоре Сандра Ізбаша Стеліяна Ністор Ана Тамар'ян |
| Абсолютний залік детальніше  | Настя Люкін · США (USA)                                                     | Шон Джонсон · США (USA)                                                                     | Ян Ілінь · Китай (CHN)                                                                                   |
| Опорний стрибок детальніше   | Хон Унчон · Північна Корея (PRK)                                            | Оксана Чусовітіна · Німеччина (GER)                                                         | Чен Фей · Китай (CHN)                                                                                    |
| Вільні вправи детальніше     | Сандра Ізбаша · Румунія (ROU)                                               | Шон Джонсон · США (USA)                                                                     | Настя Люкін · США (USA)                                                                                  |
| Різновисокі бруси детальніше | Хе Кесінь · Китай (CHN)                                                     | Настя Люкін · США (USA)                                                                     | Ян Ілінь · Китай (CHN)                                                                                   |
| Колода детальніше            | Шон Джонсон · США (USA)                                                     | Настя Люкін · США (USA)                                                                     | Чен Фей · Китай (CHN)                                                                                    |

### Художня гімнастика
| Дисципліна          | Золото | Срібло                                                                    | Бронза |
| ------------------- | --- | ------------------------------------------------------------------------- | --- |
| Групові детальніше  | Росія (RUS) Маргарита Алійчук Ганна Гавриленко Тетяна Горбунова Олена Посєвіна Дарія Шкурихіна Наталія Зуєва | Китай (CHN) Цай Тунтун Чоу Тао Лу Юаньян Суй Цзяньшуан Сунь Дань Чжан Шуо | Білорусь (BLR) Олеся Бабушкіна Анастасія Іванкова Ксенія Санкович Зінаїда Луніна Глафіра Мартинович Аліна Тумилович |
| Особисті детальніше | Євгенія Канаєва · Росія (RUS)                                                                                | Інна Жукова · Білорусь (BLR)                                              | Ганна Безсонова · Україна (UKR)                                                                                     |

### Стрибки на батуті
| Змагання            | Золото                   | Срібло                         | Бронза                             |
| ------------------- | ------------------------ | ------------------------------ | ---------------------------------- |
| Чоловіки детальніше | Лу Чуньлун · Китай (CHN) | Джейсон Бернетт · Канада (CAN) | Дон Дон · Китай (CHN)              |
| Жінки детальніше    | Хе Веньна · Китай (CHN)  | Карен Кокберн · Канада (CAN)   | Катерина Хилько · Узбекистан (UZB) |